# Девід Картер (тенісист)
Девід Картер (англ. David Carter; нар. 21 квітня 1956) — колишній австралійський тенісист.
Найвищу одиночну позицію світового рейтингу — 78 місце досяг 15 лютого 1982, парну — 126 місце — 3 січня 1983 року.
Здобув 6 парних титулів.
Найвищим досягненням на турнірах Великого шолома були чвертьфінали в парному розряді.

## Фінали за кар'єру

### Одиночний розряд (2 поразки)
| Результат | W-L | Дата     | Турнір          | Покриття | Суперник     | Рахунок       |
| --------- | --- | -------- | --------------- | -------- | ------------ | ------------- |
| Поразка   | 0–1 | Бер 1981 | Мехіко, Мексика | Ґрунт    | Хайме Фійоль | 2–6, 3–6      |
| Поразка   | 0–2 | Лис 1981 | Кіто, Еквадор   | Ґрунт    | Едді Діббс   | 6–3, 0–6, 5–7 |

### Парний розряд (6–7)
| Результат | W-L | Дата     | Турнір                    | Покриття   | Партнер       | Суперники                           | Рахунок       |
| --------- | --- | -------- | ------------------------- | ---------- | ------------- | ----------------------------------- | ------------- |
| Поразка   | 0–1 | Вер 1978 | Борнмут, Велика Британія  | Ґрунт      | Род Фролі     | Люк Сандерс Ролф Тунг               | 3–6, 4–6      |
| Поразка   | 0–2 | Лют 1980 | Сарасота, США             | Ґрунт      | Рік Фейджел   | Андрес Гомес Рікардо Ікаса          | 3–6, 4–6      |
| Поразка   | 0–3 | Тра 1980 | Сан-Паулу, Бразилія       | Килим      | Кріс Льюїс    | Ананд Амрітрадж Фріц Бунінг         | 6–7, 2–6      |
| Поразка   | 0–4 | Тра 1980 | Мюнхен, Західна Німеччина | Ґрунт      | Кріс Льюїс    | Гайнц Ґюнтгардт Боб Г'юїтт          | 6–7, 1–6      |
| Перемога  | 1–4 | Січ 1981 | Гуаружа, Бразилія         | Тверде     | Пол Кронк     | Анхель Хіменес Хайро Веласко, стар. | 6–1, 7–6      |
| Перемога  | 2–4 | Лют 1981 | Вінья-дель-Мар, Чилі      | Ґрунт      | Пол Кронк     | Андрес Гомес Белус Прахокс          | 6–1, 6–2      |
| Перемога  | 3–4 | Лют 1981 | Мар-дель-Плата, Аргентина | Ґрунт      | Пол Кронк     | Анхель Хіменес Хайро Веласко стар.  | 6–7, 6–4, 6–0 |
| Поразка   | 3–5 | Бер 1981 | Тампа, США                | Тверде     | Пол Кронк     | Бернард Міттон Балч Волтс           | 3–6, 6–3, 1–6 |
| Перемога  | 4–5 | Тра 1981 | Мюнхен, Західна Німеччина | Ґрунт      | Пол Кронк     | Ерік Фромм Шломо Глікштейн          | 6–3, 6–4      |
| Поразка   | 4–6 | Лип 1981 | Гштад, Швейцарія          | Ґрунт      | Пол Кронк     | Гайнц Ґюнтгардт Маркус Ґюнтгардт    | 4–6, 1–6      |
| Перемога  | 5–6 | Лип 1981 | Кіцбюель, Австрія         | Ґрунт      | Пол Кронк     | Марко Остоя Люк Сандерс             | 7–6, 6–1      |
| Поразка   | 5–7 | Лис 1981 | Кіто, Еквадор             | Ґрунт      | Рікардо Ікаса | Ганс Гільдемайстер Андрес Гомес     | 5–7, 3–6      |
| Перемога  | 6–7 | Бер 1982 | Мец, Франція              | Тверде (i) | Пол Кронк     | Метт Дойл Дейв Сіглер               | 6–3, 7–6      |